# Friedrich Müller (forfatter)
 For alternative betydninger, se Friedrich Müller. (Se også artikler, som begynder med Friedrich Müller)
Friedrich Müller, kaldet Maler Müller, (født 13. januar 1749 i Kreuznach, død 23. april 1825 i Rom) var en tysk maler, kobberstikker og digter.
Han blev elev hos kunstmaleren Johann Christian von Mannlich i Zweibrücken, derpå hertugelig kobberstikker, og rejste 1774 til Mannheim, hvor friherre von Dalberg blev hans beskytter, og hvor han efter nogle års forløb blev kurfyrstelig kabinetsmaler. I 1778 tog han til Rom, hvor han levede som fremmedfører og 1781 under en sygdom gik over til katolicismen. Han blev 1798 forvist fra byen, men rejste i al hemmelighed tilbage. Det nyttede intet, at Ludwig Tieck og kong Ludvig af Bayern, der udnævnte ham til bayersk hofmaler, tog sig af ham — han forsumpede fuldstændig. Som digter er han en repræsentant for Sturm- und Drangperioden, søgende efter poetiske udtryksformer for sit splittede og urolige sind. Hans forfatterskab er broget som hans liv. Det omfatter Balladen og andre Gedichte (udgivne af Hans Graf Yorck 1873), hvor især idylliske natur- og folkelivsbilleder som Der Faun og Der Satyr Mopsus gør sig gældende. Fremdeles skuespil, der helt igennem bærer samtidens mærke, som Fausts Leben, Niobe og Die Pfalzgräfin Genoveva, hvor karaktererne fremtræder med dristig lidenskabelighed. Blandt hans ballader er især Soldatenabschied bleven folkelig og yndet. Sämtliche Werke udkom i 3 bind 1811 (2. udgave 1825) og Dichtungen 1868.